# Příběh rodu Taira
 Příběh rodu Taira (平家物語 Heike Monogatari) je japonský středověký historický epos z žánru vojenských příběhů (gunki monogatari). Je psán novým literárním jazykem Wakan Konko Bun, který se vyznačuje kombinací japonštiny s vytříbenou čínštinou, a popisuje vzestup mocného rodu Taira (v počínštěném označení Heike) a jeho následný pád při jeho boji o moc s rodem Minamoto (počínštěně Gendži). Příběhy eposu mají charakter prozaických vojenských a hrdinských vypravování a jejich autor je neznámý. Jsou v Japonsku dodnes velmi oblíbené a staly se námětem mnoha divadelních her nejen divadla kabuki, ale i loutkového divadla bunraku.

## Vznik eposu
Epos byl pravděpodobně vytvořen mezi roky 1222 až 1242 a předpokládá se, že vznikl na základě epických zpěvů doprovázených loutnou biwa, které byly recitovány mnichy v klášteře Enrjakudži na hoře Hiei, mezi kterými byli také bývalí vojáci s dvorským vzděláním. Tyto zpěvy zřejmě posloužily jako materiál prvnímu autorovi, resp. kompilátorovi, dílo pak bylo postupně rozšiřováno. Podle názoru mnicha Jošidy Kenkóa (asi 1283–1350) uvedeného v jeho díle Zápisky z dlouhé chvíle je autorem eposu vysoce postavený úředník Jukinaga, bývalý správce provincie Šinano.
Epos se dochoval v několika různých variantách. Tyto texty jsou v podstatě trojího typu. Jde jednak o verze mající charakter historických záznamů, jednak o verze určené buddhistickým kněžím pro jejich kázání a jednak o verze vypravěčské pro potulné recitátory. Nejstarší verze eposu měla šest knih, v první přesně datované verzi z roku 1371 má epos knih dvanáct a k nim je přiřazen samostatný epilog. Tato verze je nejčastěji používána a citována.

## Obsah eposu
Hlasy hran chrámu

v háji prince Dźéty

zpívají o prchavosti bytí.

Joritomo Minamoto, kopie malby z roku 1179

Barva květů v korunách sálových stromů

připomíná pravdu o pýše a zmaru.

Kdo se vzepjal,

záhy zase klesne -

pomine kratičký sen jarní noci.

Kdo holduje moci,

neunikne zkáze -

zavíří snítko prachu

v náporu větru ...

Úvodní slova eposu v překladu Karla Fialy.
Epos líčí konec období Heian, ve kterém došlo k boji mezi rodem Taira a Minamoto o rozhodující vliv v zemi. Nejprve získal vedoucí postavení rod Taira a převážná část rodu Minamoto byla vyvražděna. Hlava rodu Taira Kijomori, žijící rozmařilým životem a dopouštějící se i vojenských ukrutností, se tak vlastně stal prvním šógunem v japonské historii. Provdal svou dceru za císaře Takakuru a v roce 1180 dosadil na trůn svého vnuka Antokua. Kijomori sice zemřel roku 1181 na záhadnou "horkou nemoc", ale spojenectví rodu Taira s ostatními rody bylo oslabeno. Došlo k povstání (tzv. Genpeiská válka), do jehož čela se postavili ve vyhnanství žijící přeživší členové rodu Minamoto Joritomo a jeho bratr Jošicune.

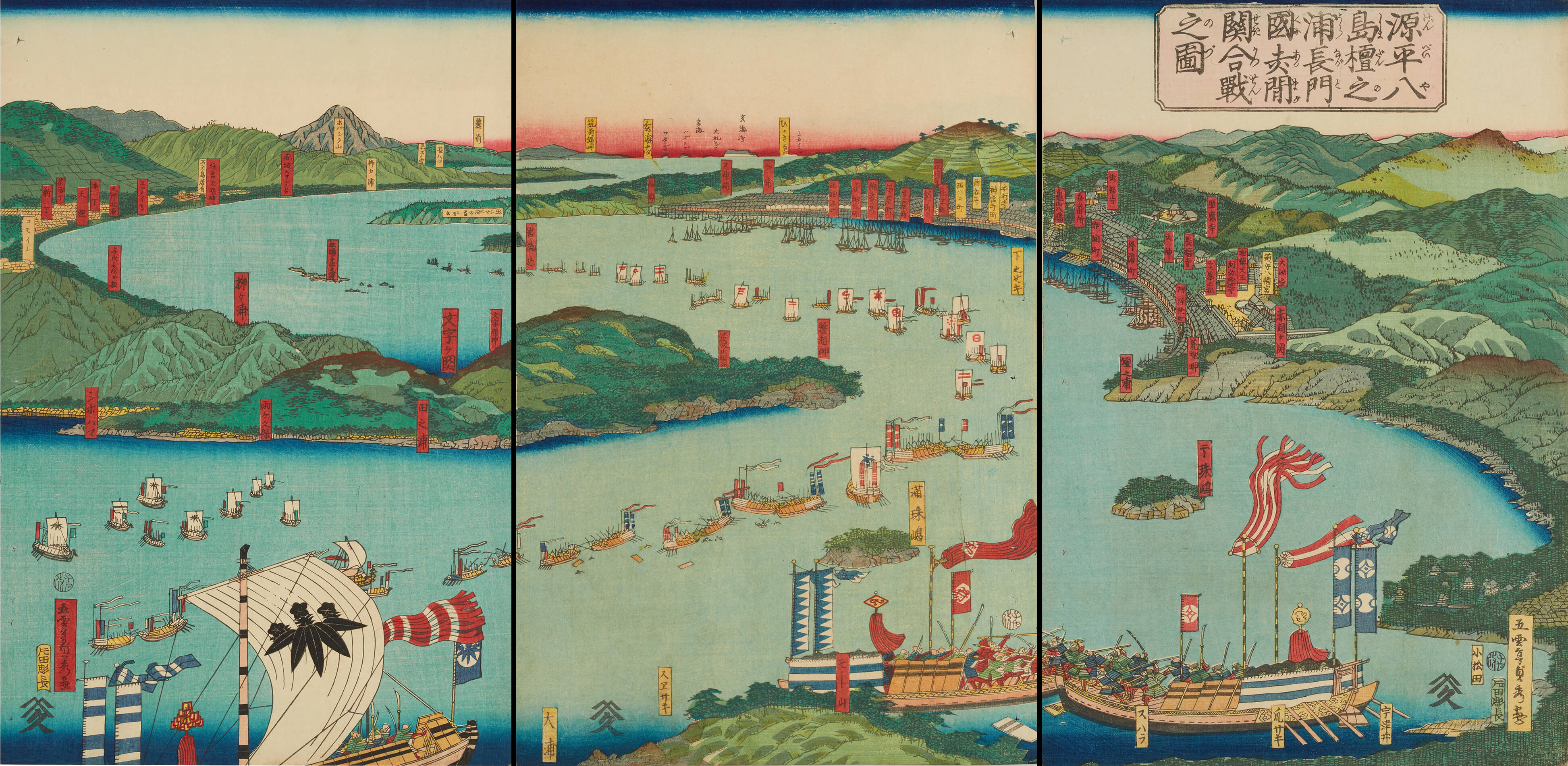
Bitva u Dannoury, malba z 12. století

Bitevní scény z eposu, malba ze 17. století

V námořní bitvě u Dannoury byl roku 1185 rod Taira definitivně poražen a zcela vyhlazen. Muži zahynuli meči a šípy, ženy s dětmi (a mezi nimi i Kijomoriho žena se svým vnukem císařem Antokuem) zvolili dobrovolnou smrt ve vlnách Vnitřního moře. Tímto vítězstvím rodu Minamoto začalo nové období Kamakura označené podle města Kamakura, ve kterém se usídlil Joritomo. Mezi vítězi však brzy došlo rovněž ke střetu. Jošicune, pronásledovaný vojáky svého bratra Joritoma, zahynul v boji i se svou milenkou, a Joritomo se pak stal prvním dědičným šógunen. Vyprávění končí smrtí Kijomoriho dcery, matky císaře Antokua, které dali milost a která se stala mniškou. Poslední kapitola začíná stejně jako první údery na chrámový zvon.
Hlavním motivem díla je zobrazit lidský osud v rámci buddhistické koncepce marnosti a pomíjivosti. Osud rodu Taira je proto líčen jako příklad odplaty za vypínavost a pýchu, jako neodvratný trest i pro nevinné členy rodu za ukrutnost předků. Tento motiv je obsažen ihned v prvních slovech eposu, jednak velmi silně zaznívá v epilogu díla, ve kterém Kijomoriho dcera a matka mrtvého císaře Antokua dožívá v rozjímání v klášteře.
Druhým tématem je popis hodnotového systému nové vojenské šlechty šógunů představujících od roku 1192 v Japonsku dědičnou výkonnou moc. Epos sice nijak nestraní vítězům, ale rod Minamoto je v něm představitelem samurajského kodexu rytířskosti, zatímco rod Taira je vylíčen jako odcházející stará překultivovaná dvorská šlechta. Tomu je podřízen i styl díla, kdy suché kronikářské pasáže slouží pouze jako rámec pro vysoce poetické líčení různých příběhů, jejichž obsahem jsou jednak dramatické válečné události (a s nimi spojená statečnost v boji, věrnost a naprostá oddanost, sebeobětování, pohrdání životem, zrada, nevděk a konflikty mezi osobními city a povinností), jednak milostné zápletky a sentimentální milostné vztahy.

## Česká vydání
- Příběh rodu Taira, Mladá fronta, Praha 1993, přeložil Karel Fiala